# Brent (Londres)
Brent és un districte al nord-oest de Londres, Regne Unit. Limita amb Harrow al nord-oest, Barnet al nord-est, Camden a l'est i Ealing, Hammersmith and Fulham, Kensington i Chelsea i la Ciutat de Westminster al sud. La majoria del límit est està format pel camí Romà de Watling Street', actualment la moderna A5.
Segons el cens del 2001, el districte de Brent té el percentatge més alt de persones nascudes fora del Regne Unit (46,53%). El lema de la ciutat en anglès és Forward Together, junts cap endavant.

## Història
El districte de Brent es va formar el 1965 a partir de l'antigues zones de Wembley, Willesden de Middlesex. El seu nom prové del riu Brent que travessa el districte.

## Barris
El districte de Brent està compost pels següents barris.
| - Alperton - Brondesbury - Brondesbury Park - Church Road - Dollis Hill - Harlesden - Kensal Green - Kenton (part de Harrow) - Kilburn (part de Camden) - Kingsbury - Neasden | - Park Royal (part de Ealing) - Preston - Queensbury - Stonebridge - Sudbury - Tokyngton - Wembley - Wembley Park - Willesden - Willesden Green |